# Pfastatt
Pfastatt là một xã ở tỉnh Haut-Rhin trong vùng Grand Est ở đông bắc Pháp. Xã này có diện tích 5,24 km², dân số năm 1999 là 8500 người. Khu vực này có độ cao 245 mét trên mực nước biển.